# 盧布林地區亞努夫縣

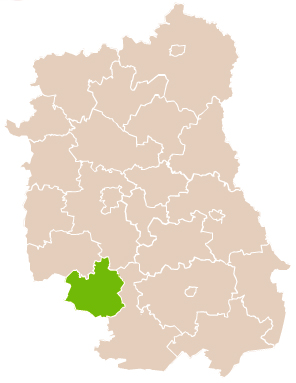

50°43′N 22°25′E / 50.717°N 22.417°E
盧布林地區亞努夫縣（波蘭語：Powiat janowski），是波蘭的縣份，位於該國東部，由盧布林省負責管轄，首府設於盧布林地區亞努夫，面積875平方公里，2006年人口47,875，人口密度每平方公里55人。